# Perl Mongers
Die Perl Mongers organisieren Anwendergruppen der Programmiersprache Perl und bieten Dienste sowie Unterstützung an. Sie sind seit dem Jahr 2000 Teil der Perl Foundation.

## Geschichte
Die Perl Mongers wurden 1998 von brian d foy als eigenständige Organisation ins Leben gerufen. Dieser begründete zuvor 1997 auf der First O’Reilly Perl Conference die erste Gruppe, die New York Perl Mongers (NY.pm) Das „.pm“ spielt auf die übliche Dateiendung für Perl-Module an, „Perl Mongers“ ist ein Backronym. Ursprünglich war es Foys Idee, die Gruppe nach dem regulären Ausdruck /New York Perl M((o|u)ngers|aniacs)*/ zu benennen, doch die Bezeichnung Perl Mongers setzte sich durch.
Kurz nach Bekanntgabe der Gründung von NY.pm startete Chris Nandor in Boston die zweite Perl-Mongers-Gruppe. Es folgten Washington, D.C., Los Angeles und St. Louis. Mitte 1998 gab es bereits Gruppen in Atlanta, Chicago, London, Minneapolis, Montreal, Philadelphia, San Francisco und Seattle.
Auf der Second O’Reilly Perl Conference im August 1998 halfen Brian D. Foy, David H. Adler und Adam Turoff dann, über 100 neue Gruppen zu gründen. Sie stellten dafür Mittel wie Webhosting, Mailinglisten und Diskussionsmöglichkeiten für Gruppenleiter zur Verfügung. Auf der anderen Seite war Foy in den frühen Tagen sehr darauf bedacht, dass möglichst alle an den Perl Mongers als Dachorganisation partizipierten. So hinderte er die Grand Rapids Perl Mongers aus Michigan daran, sich Grand Rapid's Perl Monkees zu nennen.
Ende 1998 gab es weltweit bereits zahlreiche Gruppen, unter anderem in Amsterdam, Lissabon, Melbourne, Stockholm, Sydney und Vancouver.